# Final da Copa do Mundo FIFA de 2026
A final da Copa do Mundo da FIFA de 2026 será a partida final da Copa do Mundo de 2026, a 23.ª edição da competição da Federação Internacional de Futebol (FIFA) para as seleções masculinas de futebol. A partida ocorrerá no MetLife Stadium, em East Rutherford, nos Estados Unidos, em 19 de julho de 2026 e será disputada pelas seleções vencedoras das duas semifinais das competição que, pela primeira vez na história, contará com 48 seleções.

## Sede
A partida será disputada no MetLife Stadium, em East Rutherford, em Nova Jérsia. A escolha da sede foi anunciada pela FIFA em 4 de fevereiro de 2024.
O estádio tem capacidade atual de 82 500 lugares. Os principais mandantes no estádio são o New York Giants e New York Jets da National Football League (NFL) desde sua inauguração, em 2009, e fica próximo (cerca de 16 quilômetros) de Manhattan, em Nova Iorque.
O estádio já foi sede, principalmente, da final da Copa América Centenário (2016), do Super Bowl XLVIII, que aconteceu em 2 de fevereiro de 2014, e de uma das semifinais da Copa América de 2024.

## Entretenimento
Em 5 de março de 2025, o presidente da FIFA, Gianni Infantino, anunciou que haverá um show no intervalo da final da competição, pela primeira vez na história. Chris Martin e Phil Harvey, do Coldplay, serão os consultores da entidade para a escolha da lista de artistas, que será organizado pela empresa Global Citizen. A Times Square — famosa área em Nova Iorque — também receberá shows ligados à competição.

## Final
| 19 de julho | Vencedor da 1.ª semifinal | – | Vencedor da 2.ª semifinal | MetLife Stadium, East Rutherford |
| A definir   |                           |   |                           |                                  |

Regulamento
- 90 minutos
- 30 minutos de prorrogação caso haja empate no tempo normal
- Persistindo o empate, o vencedor será decidido na disputa por pênaltis
- Doze jogadores substitutos
- Máximo de cinco substituições, com uma sexta sendo permitida em caso de prorrogação
- Máximo de três oportunidades de substituição, com uma quarta permitida na prorrogação
- Máximo de uma substituição por concussão, garantindo à equipe adversária uma substituição adicional